# Buckfieldi Ádám
Buckfieldi Ádám (latinul: Adamus Bucfeldus, Bocfeldus, angolul: Adam of Buckfield), (1220 körül – 1294 előtt) középkori angol filozófus.
Kommentárokat írt Arisztotelész De caelo et mundojához, a Meteorokhoz, az arabból fordított Metafizikához, a De generatione et corruptionéhoz, és a De sensu et sensatohoz. Egyes kutatók szerint személye azonos Bouchermeforti Ádáméval.